# Myxobolus rhodei
Myxobolus rhodei is een microscopische parasiet uit de familie Myxobolidae. Myxobolus rhodei werd in 1994 beschreven door Lom & Dyková. 